# Москва (река)
Река Москва (рус. Москва́) је река у Московској и Смоленској области у Русији. Река Москва је лева притока Оке. Москва је дугачка 503 km, замрзава се у новембру и остаје под ледом све до марта-априла.
Москва, престоница Русије, налази се на на овој реци. Река Москва припада сливу Волге. Од 1937. године река Москва је повезана са Волгом пловним каналом, који омогућава граду Москви речну везу са приморским лукама.